# すま (特務艇)
すま（ローマ字：JDS Suma, YT-21、YAS-02、ASR-431、ATR-431、YAS-45）は、海上自衛隊の曳船、特務艇。前身は、アメリカ海軍が建造した港内曳船であった。艇名は神戸市の景勝地須磨に由来し、この名を受け継ぐ日本の艦艇としては、須磨型防護巡洋艦「須磨」、イギリス海軍から鹵獲したインセクト級砲艦「須磨」に続き3代目に当たる。

## 概要
本艇は、アメリカ海軍が港湾での運用を主眼として建造した港内曳船の1隻である「YTL-749」が前身である。本艇を含む3隻の同型艇が海上自衛隊に供与され、いずれも支援船籍におかれた。
本艇は1955年1月23日に供与され支援船籍の「曳船21号」（YT-21）、翌1956年5月16日には「特務雑船2号」（YAS-02）となる。しかし、同年10月16日に本艇のみ自衛艦籍の特務艇に類別変更され「すま」（ASR-431）となった。
「すま」は第1掃海隊群に配備され、未だ瀬戸内海等で実施されていた戦中の残存機雷に対する業務掃海に従事する掃海艇支援に活躍した。特務艇としての活動において、曳船時代から特段の改造は行われず、レーダーも未装備であった。
1967年3月24日、「すま」は広島県安芸郡音戸町（現在の呉市倉橋島の一部）沖で暗礁に乗り上げる事故を起こした。浸水により沈没の可能性もあったが、全速力で航行し約1.8km先の竹田ノ浜浅瀬へ擱座して難を逃れた。
修理後、任務に復帰した「すま」は1969年4月1日に支援船籍の「特務船45号」（YAS-45）に類別変更された後、1974年9月30日除籍された。除籍・返還後は橋立造船にてパラオ・カロア市実習船「Kari」に改造されたという。
艇名は後に海洋観測艦「すま」に受け継がれた。

## 艦歴
アメリカ・カリフォルニア州サンペドロのフェローズ・アンド・スチュワートにて竣工（建造年月日不詳）。
1955年1月23日、海上自衛隊に供与され、支援船籍の曳船に類別。「曳船21号」（YT-21）となる。
1956年5月16日、「特務雑船2号」（YAS-02）に類別変更。
1956年10月16日、自衛艦籍の特務艇に類別変更。「すま」（ASR-431）となり、第1掃海隊群に配備。
1967年3月24日、広島県安芸郡音戸町沖で暗礁に乗り上げる事故を起こす。
1969年4月1日、支援船籍の特務船に類別変更。「特務船45号」（YAS-45）となる。
1974年9月30日除籍。
橋立造船にてパラオ・カロア市実習船「Kari」に改造（年月日不詳）。